# 福島核廢水排放問題

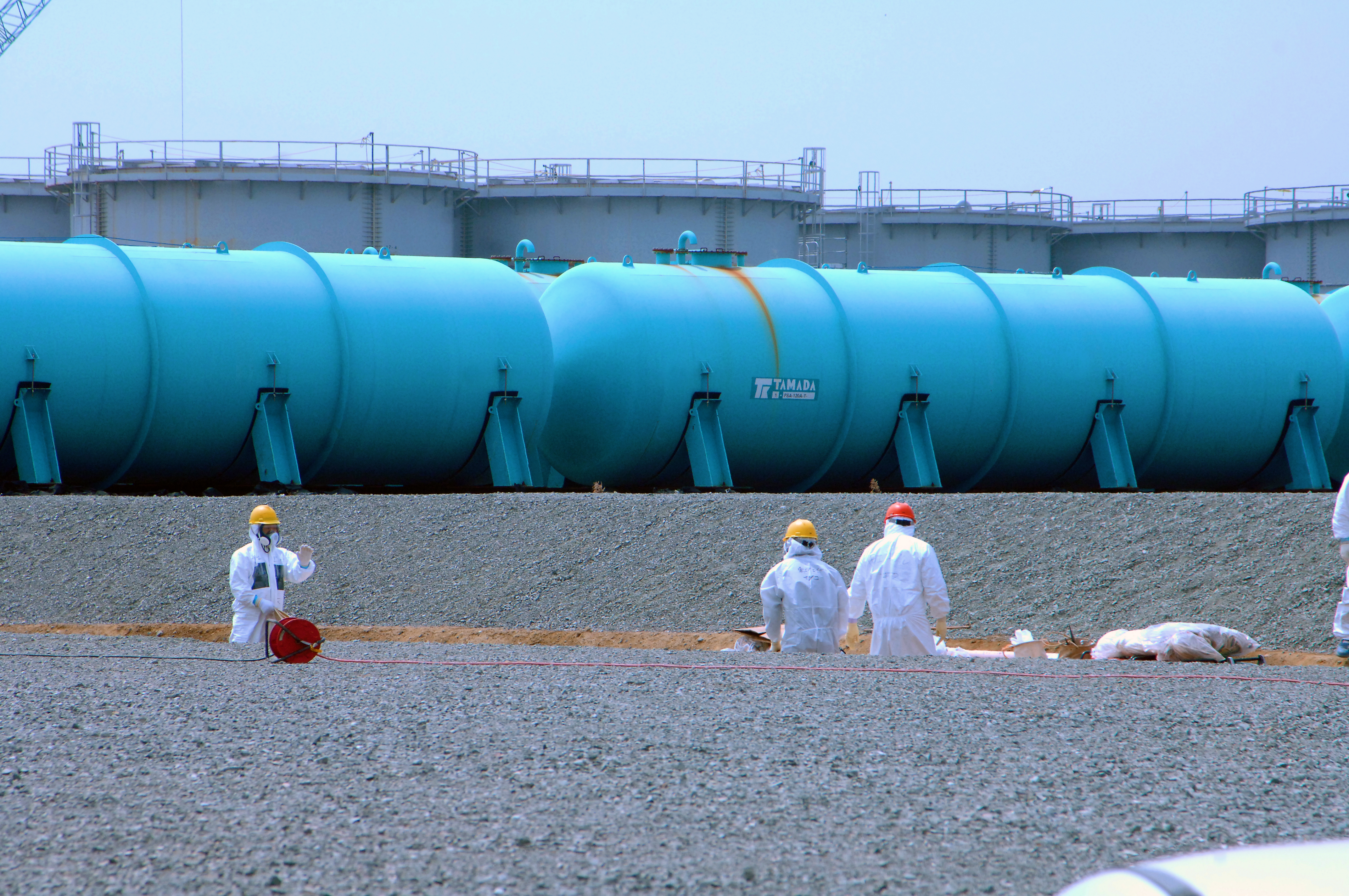
三種儲存廢水的水槽，圖後展示兩種地上的廢水「桶」，而工人施工的是地下水池

日本政府决定于2023年8月24日开始，将经过处理的福岛核废水排入太平洋。该核废水总量超过100万吨，曾经受到放射性核素污染，福岛第一核电站在日本政府批准和国际原子能机构（IAEA）监督下，将放射性废水过滤和稀释后逐步排入海洋，预计整个排海计划为期至少30年。自排放开始以来，包括日本政府、中国政府、联合国IAEA及其所派遣的中、韩、俄、英、法等11国专家团，均对福岛附近海水进行了独立采样，各方检测结果一致显示，辐射性物质含量并无异常，远低于任何国际标准。
这一问题始于2011年3月的日本东海岸大地震导致的福岛第一核电站事故。在该事故中，巨大海啸损坏了核电站的冷却系统，三个核反应堆熔毁，留下熔化的核燃料碎片。为了冷却熔化的核燃料，需要持续向反应堆泵入海水，由此产生大量受到核素污染的冷却水。事故中的化学爆炸也导致冷却水中的放射性物质一度泄漏到大气层和太平洋。
事故发生以后，该核电站将含有放射性物质的冷却水囤积在储存槽中，并采用多核素处理系统（简称ALPS）来去除冷却水中除了氚和碳-14以外的放射性物质。随着储水量不断增加，核电站面临储水空间饱和的问题。为推进核电厂退役工作，日本当局就核废水处置方案展开了数年讨论。2021年4月，日本政府内阁批准将ALPS处理后的核废水排入太平洋的计划，当局表示会将ALPS无法处理的氚和碳-14稀释至符合安全标准的含量。2023年7月，联合国下辖的核监督机构IAEA公布安全审查综合报告，认为有关排放符合国际安全标准，对人类与环境的影响微不足道。
截至2025财年的首个排放阶段（2025年4月），在核废水排放口3公里内采集的海水样本中，放射性物质氚的最高含量仅为27 Bq/L；而在排放口10公里内的海水样本中，氚含量低于检测下限，即未检测到。两项数据均远低于东京电力公司的停止排放标准（700 Bq/L）、日本政府的安全排放标准（1500 Bq/L）和世界卫生组织的饮用水标准（10000 Bq/L）。
核废水的排放也引发一系列国际反应。

## 背景

### 核事故
2011年3月11日，日本东海岸发生芮氏規模9.0大地震，福岛第一核电站检测到地震后自动关闭了反应堆，但随之而来的巨型海啸淹没了反应堆，并冲毁应急发电机，使得冷却水无法被泵送至堆芯周围；虽然当局紧急恢复电力，但三个反应堆中的核燃料仍然过热，导致部分堆芯熔毁，是为福岛第一核电站事故。
由于事故中被毁的三个反应堆内仍有熔化的燃料碎片，需要用水持续冷却，为此当局持续向反应堆注入海水。除了为此泵入的海水之外，地下水也从周围环境渗入该场址，雨水则落入受损反应堆和涡轮机厂房，这些水接触到熔化燃料、燃料碎片和其他土壤的放射性落塵物质时，就会被污染。当局将冷却水囤积在储存槽中，随后采用多核素处理系统（ALPS）去除冷却水中除了氚和碳-14以外的放射性物质（氚的半衰期约为12年，至2023年氚的含量已经减半；而碳-14的半衰期则为5千余年）；日本经济产业省稱，核废水中的碳-14含量远远低于国家规范标准（不多于标准的1/10）。
自核事故发生以来，该址已储存了超过134万吨放射性液体，足以填满约500个奥林匹克运动会标准游泳池，每年成本约有1,000亿日元，但核电站的储水空间爆满在即。日本当局认为有必要解决水体囤积问题，以推进福岛第一核电站的退役工作。

### 多核素处理系统（ALPS）

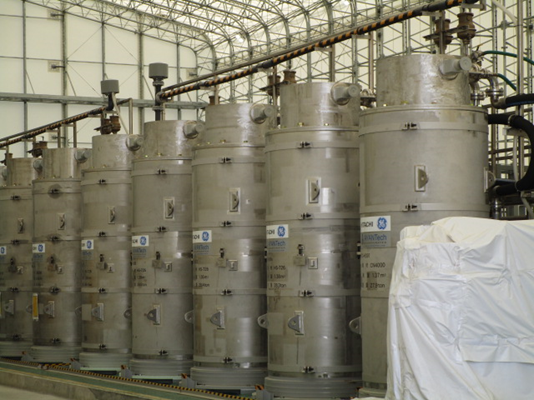
多核素处理系统（ALPS）

2012年10月，東京電力推出日本东芝公司開發的“多核素处理系统”（ALPS），该系统采用科学的物质处理方法，包括采用化学药剂进行沉淀处理，及使用过滤器（如活性炭和吸附剂）对放射性物质进行吸附。其目标是从核污染水中去除除了氚和碳-14之外的其他62种放射性核素。这些经过多次净化而符合排放监管标准的水被称为“ALPS处理水”。
按照这个处理方法，ALPS首先对核污染水进行预处理，其中包括利用铁共沉淀去除α核素和有机化合物，以及利用碳酸盐共沉淀去除碱土金属和锶元素。然后，通过使用16个吸附柱来去除污染水中的放射性核素（§1.1） 。由于氚和碳-14不能被ALPS去除，经过过滤的ALPS处理水需要与海水混合稀释，以达到排放的标准。
ALPS处理的核污染水是来自于受损核反应堆的冷却水，使用冷却水的目的是防止堆芯熔毀。截至2013年，每天有400吨地下水渗入建筑物地下室，并受到放射性核素污染。这些核污染水抽出来后，与反应堆冷却回路中的其他水合并。在这个处理过程中，包括去除锶铯和处理逆渗透海水淡化。由于地下水泄漏的原因，每天产生总共400吨多余的核污染水，这些污染水与海水淡化过程产生的浓缩盐水一起泵送到ALPS系统设备中。
日本原子能管制委员会 (NRA) 于2013年3月批准了ALPS的设计。ALPS由三个独立的装置运行，每天能够净化250吨污染水。
经分析，截至2020年6月底，共有80个ALPS处理水储存槽中的碳-14平均浓度为42.4 Bq/L（从最低2.53 Bq/L至最高215 Bq/L不等），符合日本国家监管标准（2,000 Bq/L）。
國際原子能機構（IAEA）在審查報告中確定了當前ALPS的效能。但與許多核電站採用的淨化系統（如KURION等）不同，ALPS暫未能提供經同行評審的研究論文去證明長期運行效能。

## 处理前泄漏
2011年福岛第一核电站事故发生后，核电站的化学爆炸导致建筑严重损坏，放射性物质因而泄漏到大气层和太平洋，其中大部分放射性核素迅速泄漏到大气中，最终有80%沉积到附近的海洋和河流中；也有放射性液体渗透至地下水。

### 泄漏进大气

2011年3月19日所計算出銫-137被排入至大氣中的濃度

依據聯合國原子輻射影響科學委員會2020年所發布的報告，福島第一核電廠事故發生後，大量废弃物进入大气，最终约有80%经过降雨等过程沉积在海洋中。其中，向大氣所釋放的碘-131及銫-137的總量分別為100,000至500,000 TBq之間及6,000至20,000 TBq之間。碘-131及銫-137的排放量相當於三個運行機組内含總量的2%至8%及1%至3%。

### 泄漏进海洋与河流

由GRS所提供2011年3月21日至5月5日這段期間，銫-137被排放至太平洋的情形

東京電力公司在2011年4月5日向太平洋排放核廢水中放射性最低的11,500吨。虽然是挑选了放射性最低的一批，但这批的辐射强度仍然是法定最高值的100倍。隨後隔了一個月，東電公司再次排放約300,000吨的核廢水，以防水槽溢出。
法國輻射防護暨核能安全研究所指出，在2011年3月21日至7月中旬期間，約有2.7×1016 Bq的銫-137被排放到太平洋，其中約有百分之八十二的銫-137是在2011年4月8日之前就已被排放。UNSCEAR的2020年报告也估计，头三个月的碘-131的直接排放量大约为1–2×1016 Bq，銫-137的直接排放量则为3–61×015 Bq。进入海洋的放射性物质主要来自降雨，事故发生后立即泄漏到大气中的辐射物质有80%最终沉积到太平洋中（还有一些沉积在河流中）。

### 泄漏进地下水

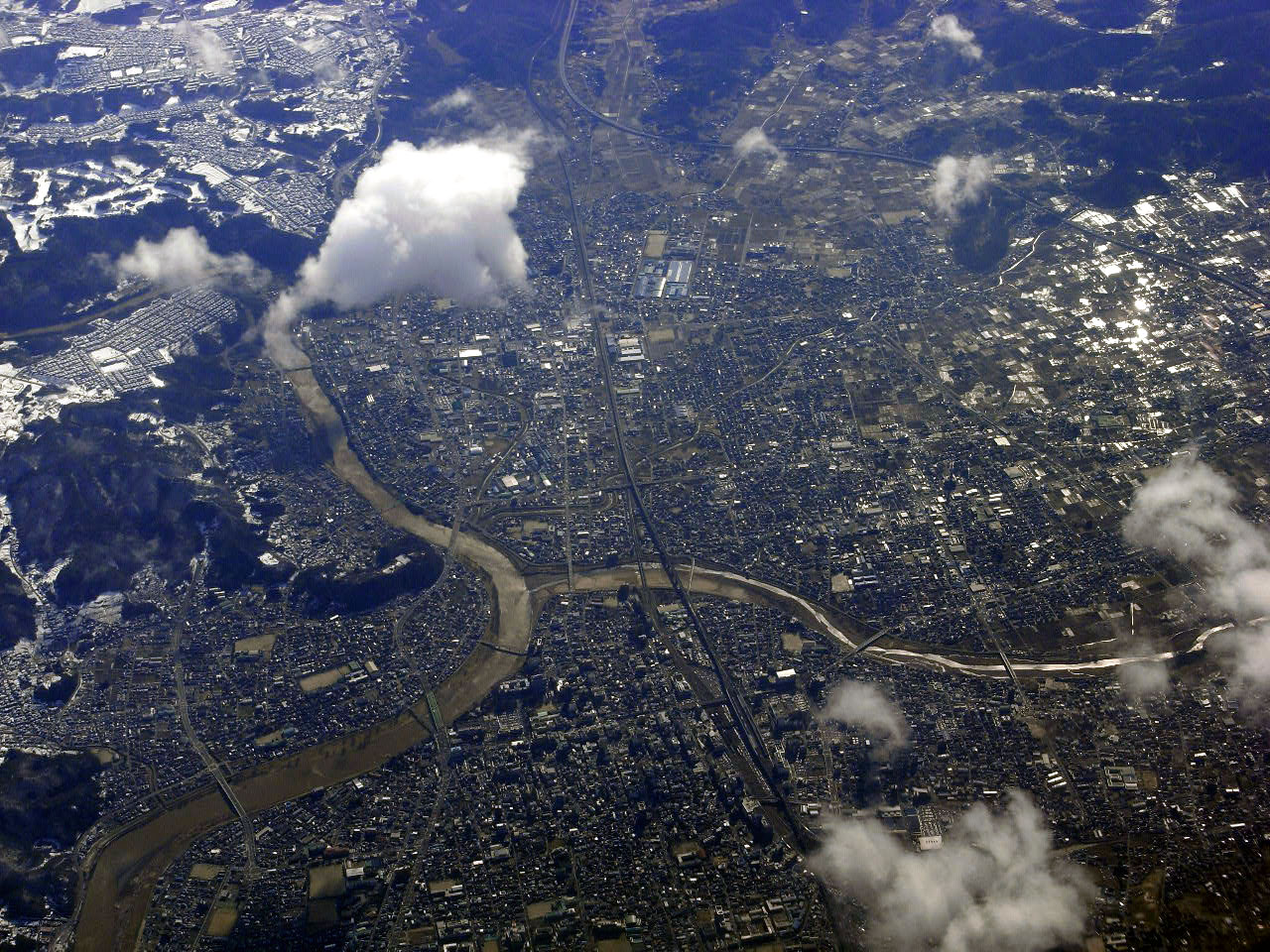
受核辐射影响，阿武隈川被禁漁10年，後于2021年4月重新开放

虽然在2011年6月主要担心是铯泄漏进海洋，随着时间推移地下水成为了更大的担忧。土壤会自然吸附铯，但不会吸附锶和氚，因此溶解了这两种元素的地下水会将这些元素带进河流、海洋。
東京電力多次否认存在泄露。2013年7月22日，在事故發生之後兩年又幾個月，東電首次承認福島核廢水放射性污水曾洩漏流入太平洋，證實了漁民與核子監督機構的專家多年的懷疑。8月20日，核电站又發生一起事件，多達300噸的高輻射濃度污水從污水儲存槽外洩。這污水足以危害附近工作員工的健康。這次污水外洩事故被評為國際核事件分級表中的第三級。8月24日，東電表示，导致福岛第一核电站储存槽大量洩漏放射性污水的原因是由於储存槽变形。此前东电曾经用橡胶圈对储存槽进行了密封，防止储存槽变形，但是，近日橡胶圈可能已经因老化而丧失功能。8月26日，安倍政府採取緊急措施，直接出面解決外洩問題，顯示政府對東電缺乏信心。9月3日，日本政府準備投入470億日元經費阻止汙水外洩，並且建設凍土牆與除汙裝置。9月19日，日本首相安倍晉三親自視察核電站並且作出指示，除了先前除役的四個反應爐以外，完好但停機的第五、六號反應爐也應報廢，專心處理汙水問題。
2014年2月，東電表示由于测量不当，辐射数据的读数可能低于实际数据，并修正了于2013年7月测量的锶放射性数据，从900,000 Bq/L改为5,000,000 Bq/L。
2020年的UNSCAR报告估计，2015年10月修理前经地下水共泄漏了6×1013 Bq 铯-137，之后每年泄漏 5×1011 Bq。之前对大气的泄漏经降雨进入河流，每年沉积0.5–1×1013 Bq铯-137。

## 处理后排放

### 2013年开始处理放射性废水

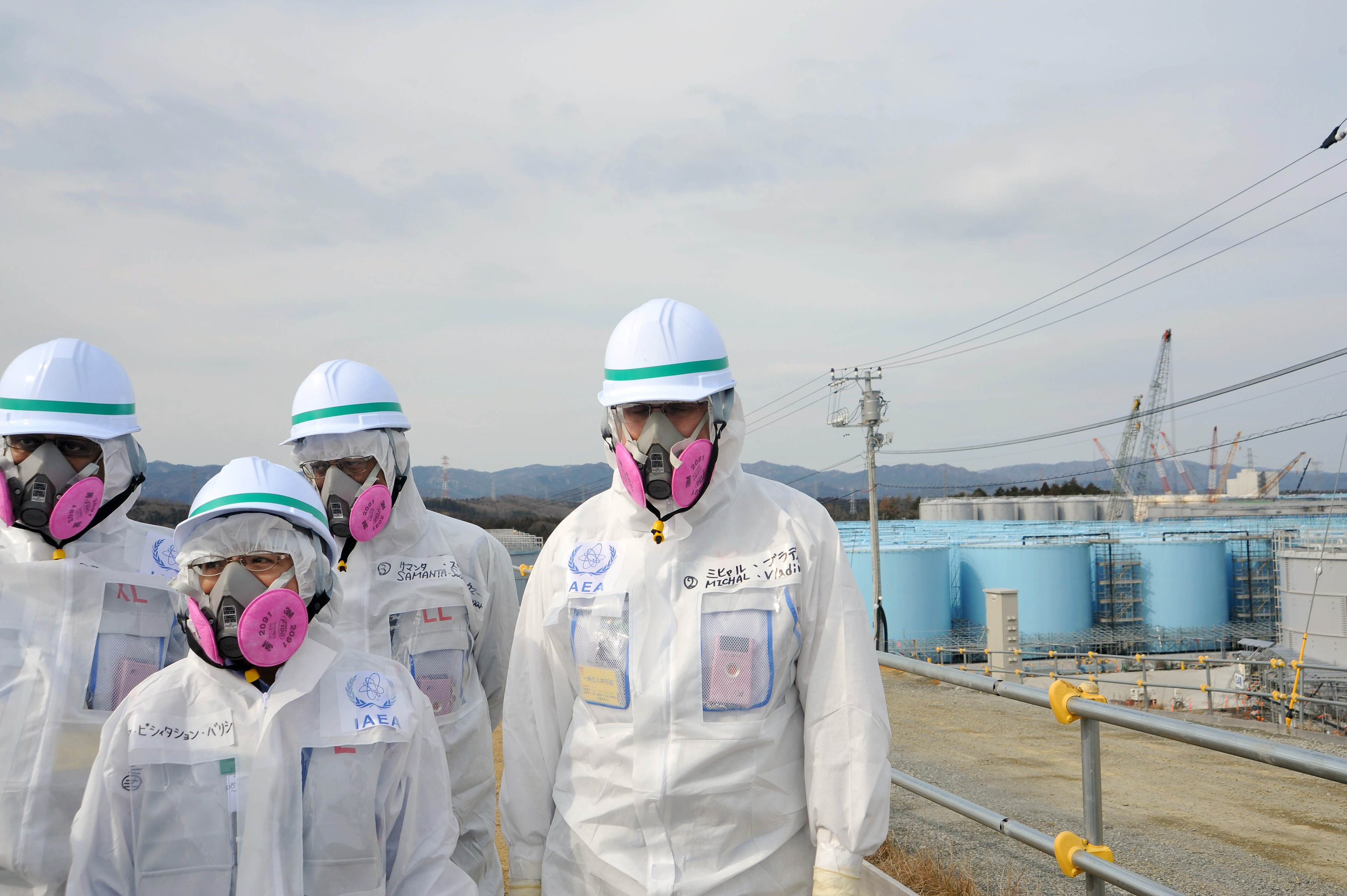
發電廠的三種儲存廢水設施之一

2012年10月，东芝研發出一種能从污染水中除去氚和碳-14以外62个核素的多核素处理系统（简称ALPS）。次年3月25日，原子力規制委員会根据运行实验的评价，批准修改核反应堆设施保安規定，以进行试运行，并发表文章称东电的试运行（热实验）将在月内开始。
ALPS的3个系统之一自2013年3月下旬开始试运行。而4月开始试运行的A系统由于储存槽被腐蚀，在6月15日发生漏水问题。7月25日，东电明确了问题所在：储存槽厚约7毫米的焊接部分，在被污染水所含的氯离子和次氯酸腐蚀后，出现了细微的裂痕。因此，东电决定在储存槽内放入橡胶，对于已经开始试运行的B系统，也在8月初停止运行并修补储存槽。还没有开始试运行的C系统同样采取此修补措施。至此，全部系统都已停止。9月中旬计划重新启动1个系统。预计在年内开始正式运行。
2013年时，每日增加的核废水为400吨，为地下水渗入所致。这些渗入的地下水和已有的机芯冷却水混合，离开反应堆时经过去锶铯、去盐处理，一部分用于回收冷却，一部分成为蓄积在桶内的废水。
为了监测ALPS的工作状态，东电检查每批水中包括氚在内的30种核素的浓度。这30种核素是以反应堆内检测到的核素列表为基础，剔除稀有气体、反应堆内总含量不可能超过监管限制1%的核素、考虑到化学性质溶水量不可能超过监管限制1%的核素、以及6种从未在水中检测到的核素。6种核素有另外的检测周期。（§3.3.2）
东京电力公司曾表示，ALPS可以过滤掉冷却水中除了氚以外的62种放射性物质，若过滤后的数值仍然超标，则会重复过滤程序。不过，河北新報于2018年8月报道称，对东电2017年度数据的分析显示，处理后的核废水远远不止残留氚——另外还有60多次碘-129超标；核废水中还存在锶-90超标的问题。2018年9月，东电宣布20%的ALPS处理水已经达到可排放级别，确认有批次水仍未达到标准。 
2019年10月，水中的氚含量已达到约856 TBq，平均浓度达每公升0.73 MBq。专家认为，在一年时间内将废水全部排放，当地人吸收的辐射量仅为0.81微西弗，而采取蒸发方法的辐射量为1.2微西弗。相比之下，日本人每年都会吸收2100微西弗的自然辐射。国际原子能机构认为估算数字准确，并建议须尽快制定核污水的处理计划。尽管辐射量可忽略不计，日本委员会仍担心污水处该当地经济造成影响，特别是渔业和旅游业。
2020年10月，东电成功将每日积累的污水量降低至170吨。两个月后，27%的ALPS处理水达到排放标准，其余73%需要继续净化。这些超标的处理水主要是ALPS系统早期用于快速去除大量核素的结果。
2021年3月，核电厂区域内共积累了125万立方米的核废水，储存在1,061座储存槽中。据预测，到2022年秋天，这些储存槽可能会全部填满。截至2023年5月，根据东电的资料显示，储存槽增加至1,073座，ALPS已处理的水占35%，其余的在处理途中。

### 2021年敲定排海方案

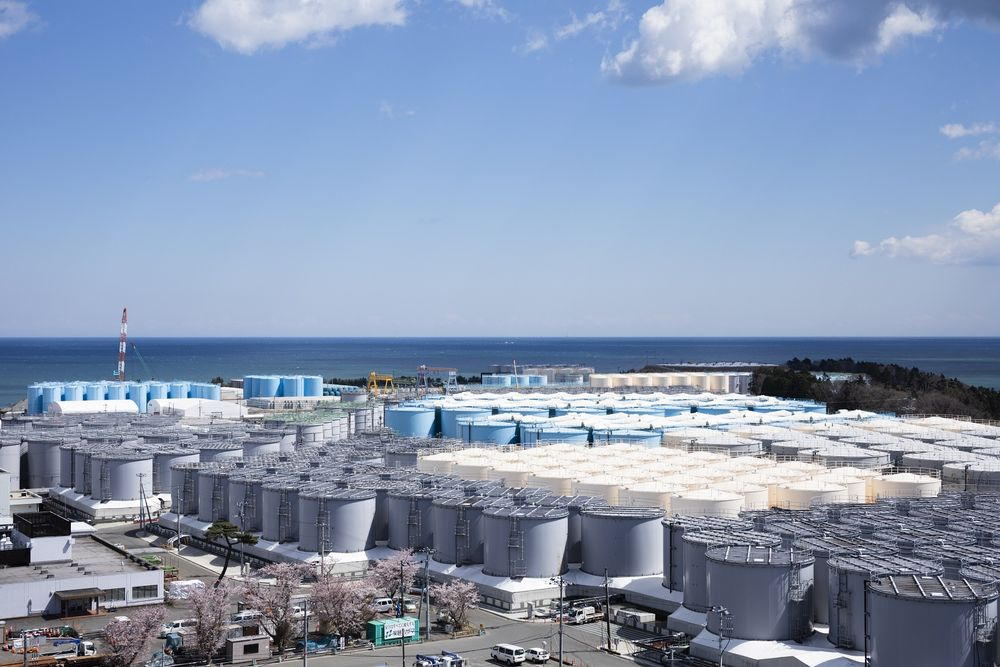
在福岛第一核电站外，用于储存处理水的储存槽（2019年）

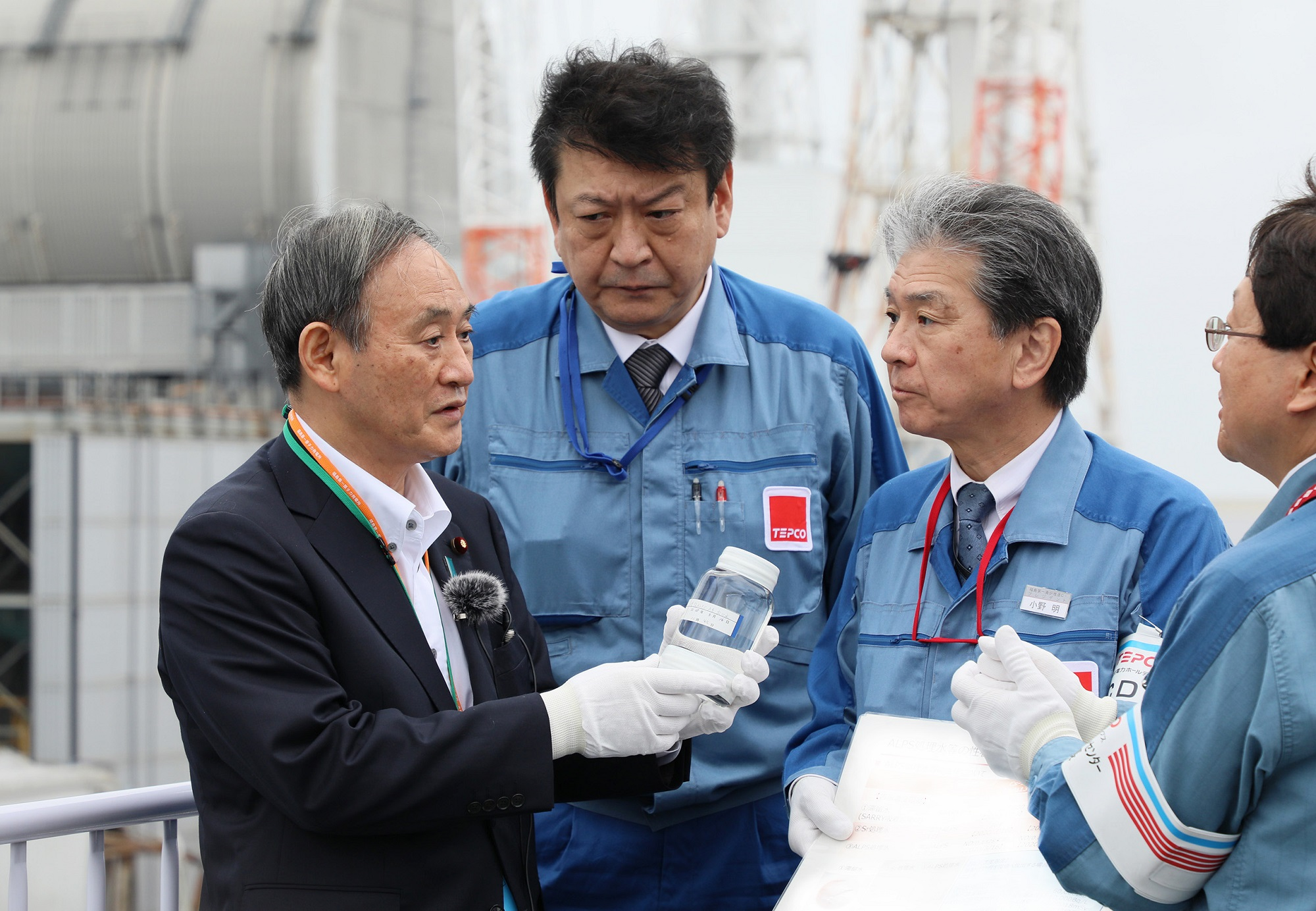
2020年9月26日，上任不足一周的日本首相菅義偉視察福島第一核電廠时，工作人员将一罐稀释后的核废水递给他，并告诉他「稀释之后的核废水可以饮用」后，菅义伟向东电人员确认道：「（经过稀释后）可以喝吗？」即便再次得到对方肯定的答复，但是他并没有喝下这罐经过净化处理的核废水

针对持续囤积的ALPS处理水，日本政府自2016年开始就有关处理方案展开讨论。期间日本国家工作组曾提出多项方案，包括将处理水：
1. 稀释到标准以下并排放到海洋中；
2. 加热蒸发并释放到大气中；
3. 电解转化为氢气并释放到大气中；
4. 注入地下深层；
5. 与水泥或其他材料混合，制成板材并埋入地下。

后来，一个小组委员会接管了国家工作组的讨论，并考虑有关方案的有效性与可行性。因后三项方案受到法规、技术和时间的限制，该小组建议集中讨论前两项方案，即将处理水“稀释后排入大海”或“蒸发后排入大气”，这两项方案在实践中都有先例可寻。该小组讨论了近七年如何处置这些水，并在2020年的一份报告中表示，“蒸发后排入大气”是不太理想的选择，认为排入大海是最现实的方案；但由于外界的担忧和抗议，排海方案搁置多年以来悬而未决。
2021年4月13日，日本内阁通过了将经过处理的放射性废水排入海洋的计划，并宣布将在2年内开始排海工作。排放前会用大量海水将处理水中无法经ALPS去除的氚和碳-14分别进一步稀释至国家排放标准的1/40和1/1000以下:13。经ALPS净化和海水稀释后符合世界卫生组织饮用标准的“处理水”，将通过一条约1公里长的海底隧道排入大海。
4月14日，日本原子能管制委員會决定公开审查东京电力公司生产的稀释设备以及放射性物质的检测方法，以确保经过ALPS处理的核废水中残留的放射性物质被进一步稀释至国家标准以下的浓度；该委员会也确认，将就设备审查和监测结果寻求国际原子能机构（IAEA）的第三方意见。
日本当局解释，场地内已经没有增加储存槽的空间，且需要减少储存槽数量以腾出空间储存已清除的燃料碎片；加上成本和其他因素，因而放弃了其他处理方案；当局亦曾表示，世界各地的核电站都会定期释放类似的过滤水。日本政府的决策引发中国和韩国的反对，而美国则支持日本这一政策，认为其决策过程透明，且符合国际核能安全标准。

### 國際監測與審核
2021年公布排海决策后不久，日本请求联合国下辖的国际原子能机构（IAEA）提供技术援助、安全检测及审查，IAEA同年任命了一个特别工作组，其构成包括IAEA工作人员，以及来自中、澳、加、法、韩、俄、英、美等国的11名国际公认的技术专家。自2021年9月以来，原子能机构设立的特别工作组一直在对福岛ALPS处理水排放计划开展安全审查，并进行独立的源和环境监测，以确证日本政府和東京電力公布的数据。日本当局希望以此释除灾区民众与相关团体对排海计划的忧虑，并提高透明度。
2022年2月14日，国际原子能机构调查团抵达日本，开始调查福岛核处理水排入大海方案的安全性。同月，东电向IAEA证实其水槽搅拌、循环装置工作正常（§3.5.2）。
2022年3月，日本開始在福岛第一核电站5、6号机组附近挖坑，挖出的坑用于在排海前存放核处理水。
2022年8月2日，东电公司的排放计划获得福岛县等地方政府的同意。8月4日，东京电力公司開始动工建设海底隧道等排放核处理水的設施。截至12月2日，东京电力公司已在海底挖掘了约780米，在挖到约800米的阶段時暂时停工。
2023年1月13日，日本政府正式拍板定案，預計於2023年春天到夏天開始實施核廢水排放計畫。2023年3月18日，福岛核处理水排海部分设备启动运行。
2023年4月，日本政府发布全面核辐射监测方案（CRMP）。日本核监管机构原子能规制委员会（NRA）将独立对处理水的部份核素浓度进行持续监测，确认东电的测量无误。NRA还会监测食物（包括水产）、土壤、空气中的核素浓度。（§3.5.2）
2023年4月25日，东京电力公司宣佈已完成为福岛核处理水排海而修建的海底隧道挖掘工作。
2023年5月，国际原子能机构（IAEA）组织多实验室比较验证，测量处理水样中的核素浓度，以确认东电公司的检测方法可靠。在东电公司检测的30种核素中，水样总共检测出了12种核素。53个测量中，52个与加权平均值一致，唯一有问题的是韓國原子力安全技術員测出的I-126值偏低。总体而言，报告认为东电的检测方式对于检查排放来说没有问题：虽然东电对于锕系元素的灵敏度较其他实验室低，但检测限值也远远低于排放限值，使用的alpha粒子预筛测量也足够准确。东电测试Am-141的方法较不寻常，可能需要继续测试。日本核监管机构原子能规制委员会（NRA）也对同样的水样进行了测试，未发现问题（§3.5.2）。
5月23日，经日本政府在同月上旬同意后，韩国派遣专家团抵达福岛第一核电厂，进行为期两天的考察。5月31日，韩国专家团公布考察结果，表示他们检查了多核素去除设备（ALPS）的各项性能，以及ALPS出入口的放射性核素浓度的未加工数据；他们也确认日方将在排海前后对核处理水进行采样分析，也获悉了日方能在异常情况下中断排放的具体措施。
6月6日，东京电力公司表示，用于排放福岛核处理水的海底隧道灌注海水的作业已于当天早晨结束，相关的全部工程在6月底前完成。6月12日，核处理水排海工程陆地上排放设施试运行。6月26日上午，东京电力公司完成了对福岛第一核电站核处理水排海隧道中重型设备拆除的潜水作业；用于排放核处理水的海底隧道亦于同日竣工。
6月28日，日本核监管机构原子能规制委员会开始对核处理水排海设备进行使用前全面检查，检查于30日结束。

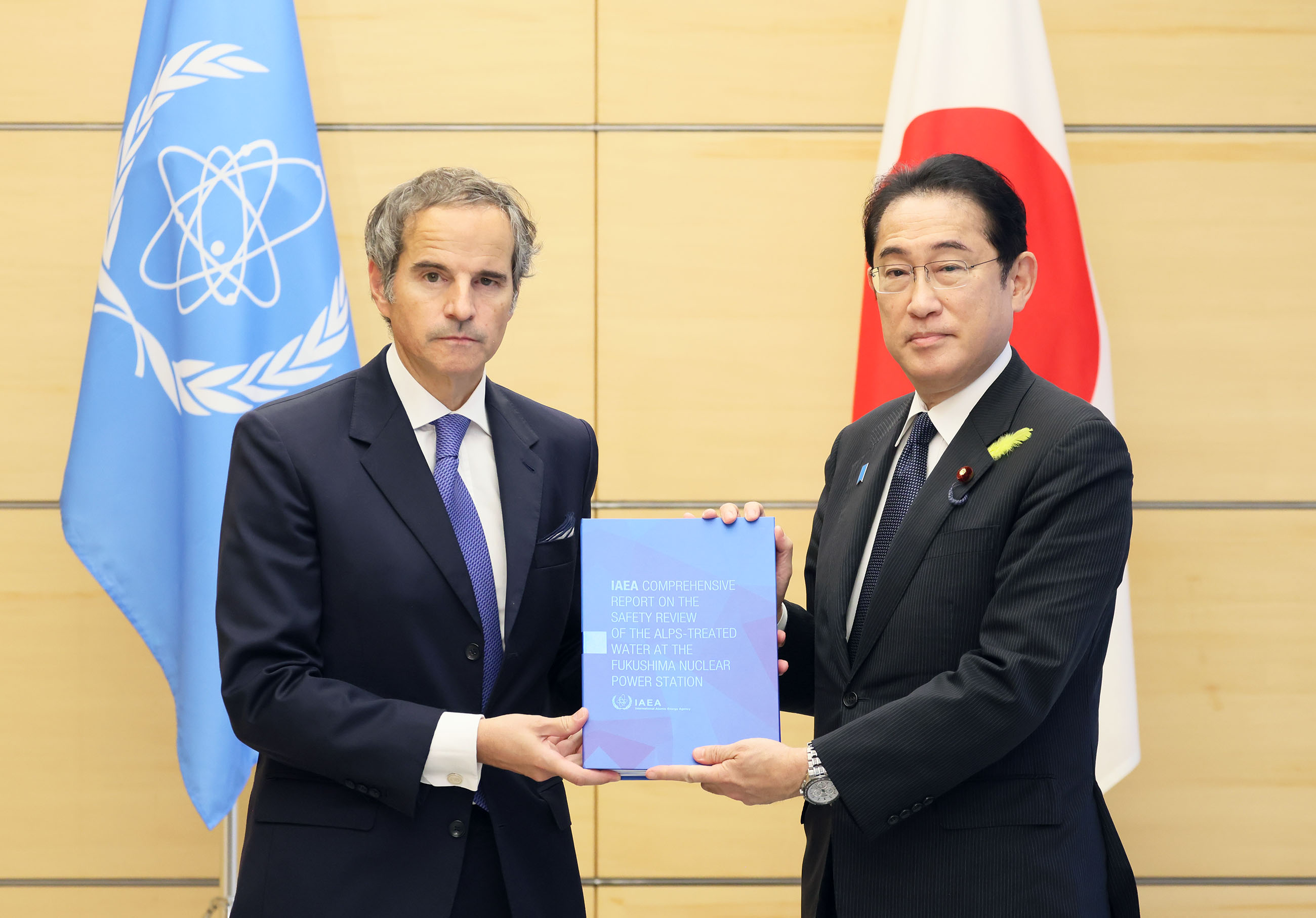
2023年7月4日，國際原子能機構總幹事拉斐尔·马里亚诺·格罗西會見日本內閣總理大臣岸田文雄，並向其遞交有關福島核廢水排海計劃的綜合評估報告

7月4日，国际原子能机构公布了其对日本排海计划的综合评估报告，认为日本在福岛将处理水排海的计划符合国际安全标准，並指對環境影響「微不足道」。该报告表示，IAEA对ALPS处理核废水的过程进行独立和透明的审查，同时强调有关排放是由日本政府决定的政策，其报告并不等同于对政策的建议和认可。国际原子能机构總幹事澄清，專家對该报告並沒有分歧；他亦指出，通過稀釋降低濃度進行排放的方式並非特例，韓、中、美、法等國均有採用。
同月，日本政府和韩国政府一致否认了“日本政府私下提供約100萬歐元給國際原子能機構以影响最終評估報告”的流言。
7月11日，日本經濟産業相西村康稔與福島縣的漁業人士見面，福島縣漁業人士表示對風評被害感到擔憂，原则上反對處理水排放。日本政府对此表示，政府已設立總計800億日元的基金，專門補貼因為處理水排海而聲譽受損的漁民，希望漁民能理解政府的舉措。
7月22日，日本原子能规制委员会宣布许可东京电力公司福岛第一核电站核处理水的排放计划。

### 正式排放核废水
2023年8月22日，日本首相岸田文雄宣布将于2023年8月24日開始将福岛核废水排放入海。据日本政府内部人士透露，当局与東京電力公司已确定将福岛第一核电厂的核废水排放时间定为东京时间8月24日13时。东电表示第一批稀释废水的氚浓度最高为63 Bq/L，远低于计划的1500 Bq/L限值。
8月24日东京时间（UTC+9）下午1時，東京電力公司正式开始分批次排放经IAEA审核认为符合国际安全标准的处理水。排放的第一階段持續17天，排放共7800噸核處理水，每日排放量約460噸。
开始排放的次日（8月25日），东京电力公司首次公布海水检测结果称，自8月24日开始对福岛第一核电站3公里范围内的10个地点对海水采样检测，显示氚浓度仍然低于10 Bq/L的可检测下限（即未检测到）。日本水產廳在福島第一核電廠外，距核處理水排放口約4公里海域，捕獲比目魚和小銀綠鰭魚各一條，送往宮城縣多賀城市的研究中心進行檢測。8月25日，水產廳公佈檢測結果，確認捕獲魚類樣本均未檢測到氚。
8月27日，日本环境省公布其于25日早上在福岛第一核电站方圆大约40公里以内11处地点的海水分析结果，显示所有地点的氚浓度均低于可被检测的下限数值（7-8 bq/L）；当局还分析了其中3处地点海水样本的铯-137等放射性物质，结果同样低于检测下限，显示“对人和环境没有不利影响”。同日，日本福岛县当局也公布了25日从核电站方圆5公里以内9处地点的海水样本分析结果，氚的浓度也低于可检测下限值。
9月1日，東京電力表示，8月31日在福島核處理水排放口附近取樣的海水檢測出氚濃度為10 Bq/L，是8月24日核处理水排海以来首次达到可检测下限。
9月8日，国际原子能机构（IAEA）表示，该机构首次对该核电站附近3公里内几个地点的海水进行了独立采样和测量，确认氚含量符合安全标准，其测量结果与东京电力公司以及日本环境省报告的数值一致。
9月11日，首階段大約7,800噸核處理水排放結束。東京電力表示，核電站3公里範圍內海域採集的海水樣本結果顯示，氚的濃度最高為10 Bq/L，遠低於早前設定需要暫停排海的700 Bq/L水平。
此后各阶段的排海工作和同期的相关事件如下：
| 階段 | 起始日         | 歷時 | 排放量（噸） | 排水作业相关事件 |
| ---- | -------------- | ---- | ------------ | --- |
| 二   | 2023年10月5日  | 17天 | 約7,800      | - 10月24日，国际原子能机构（IAEA）开展了自排放启动以来的首次全面安全调查，由韩国、中国大陆、俄罗斯等11国专家组成的调查团将考察福岛第一核电厂的排放设施、展开环境监测，并评估第三阶段排海计划，预计在两个月后公布调查报告。 - 10月25日，该核电站有5名工作人员在清洗核废水净化设备的管道时被放射性废液溅射，其中2人送医观察，未有不适，并于28日出院。事故原因是阀门操作导致管内压骤变，令软管脱落。                   |
| 三   | 2023年11月2日  | 17天 | 約7,800      | - 2024年1月30日，IAEA公布了自2023年8月排水开始的第一份调查报告，来自中、韩、俄、英、法等11国专家的调查团指出，核废水的排放设备符合国际安全标准，经过处理和稀释的核废水几乎检测不到辐射性物质。 - 2024年2月7日，东京电力表示，核电站的核污水净化装置泄漏了5.5亿吨核污水，估计含有放射性物质220亿贝克勒尔，核污水从排气口泄漏至建筑物旁铺设的钢板上，并可能从钢板的缝隙渗入土壤。未发现有放射性物质泄漏到海洋或大气。 |
| 四   | 2024年2月28日  | 17天 | 約7,800      | 此阶段排放开始次日（2月29日），IAEA发声明指出，该轮核处理水所含放射性物质氚的浓度远低于日本的限制值。 |
| 五   | 2024年4月19日  | 17天 | 約7,800      | 4月24日上午，核处理水的排放泵因停电而停止运转，一度暂停排放，并于同日下午恢复。东京电力表示，可能是挖掘工作令电缆受损，导致了局部停电。 |
| 六   | 2024年5月17日  | 17天 | 約7,800      | |
| 七   | 2024年6月28日  | 17天 | 約7,800      | |
| 八   | 2024年7月7日   | 17天 | 約7,900      | 9月20日，中國政府與日本當局達成共識，將逐步恢復對華進口日本海產。 |
| 九   | 2024年9月26日  | 17天 | 約7,800      | |
| 十   | 2024年10月17日 | 17天 | 約7,800      | - 2024年10月中旬，中國國家原子能機構派專家到福島第一核電站，首次獨立採集附近海域的海水樣本，結果顯示各項核素濃度未見異常。 - 2025年2月19日起，IAEA與中國、韓國、瑞士的分析機構，首次直接從福島核電站儲罐內採集未經稀釋的核處理水，並採集福島水產品樣品。IAEA署長表示核處理水排海是安全的。 |
| 十一 | 2025年3月12日  | 17天 | 約7,800      | 此為2024財政年度的最後一個排海階段。 |
| 十二 | 2025年4月10日  | 17天 | 約7,800      | 此為2025財政年度的第一個排海階段。 |

截至2025财年的首个排放阶段（即上表第十二阶段），在核废水排放口3公里内采集的海水样本中，放射性物质氚的最高含量仅为27 Bq/L；而在排放口10公里内的海水样本中，氚含量低于检测下限，即未检测到。两项数据均远低于东京电力公司的停止排放标准（700 Bq/L）、日本政府的安全排放标准（1500 Bq/L）和世界卫生组织的饮用水标准（10000 Bq/L）。

## 日本反應

### 日本政府
日本原子能管制委员会支持排放核废水到海洋的计划，表示该计划在科学上是合理的，不会造成环境问题。
在2023年8月24日排放处理水后，日本廣播協會報道稱，日本外務省將花費700億日元用於處理有關处理水排放的“錯誤”訊息。8月28日，經濟產業大臣西村康稔訪問福島縣內的超市，品嘗了福島縣產食品，並向外界宣傳福島食品安全美味。8月29日，福島縣知事內堀雅雄在新聞發佈會上表示，已批准約54億日元的的修正預算案，用於處理处理水排放產生的“流言”以及福島縣水產品的對外推介。8月30日，日本首相岸田文雄與其他部分大臣在午餐時品嘗福島縣生產的海鮮、大米等食材并稱海鮮非常美味。8月31日，岸田文雄來到東京都豐洲市場，與水產批發商交換意見，探討更改水產品出口地以擴大銷路的方法。
8月25日，日本驻华大使馆在其官网发布日文声明，呼吁在华日本人外出时尽量谨言慎行，如无必要时不要大声说日语，原因是“不能排除发生不测的可能性”。8月26日，日本驻华大使馆在新浪微博发文披露，日本国内接连有不相关的个人和团体接到来自中华人民共和国的骚扰电话，并就此呼吁中国政府依法严肃处理，但该贴文遭数千则负评涌入，其后屏蔽留言。
8月29日，日本外務大臣林芳正表示，可能就中華人民共和國禁止進口日本水產品這一舉措向世界貿易組織提出申訴，經濟安保大臣高市早苗亦有類似表態。9月4日，日本外务省称，日本已向世界贸易组织表示，中国在福岛核电站处理水排放后对日本水产品实施禁令的做法“完全不可接受”。日本政府還决定拨款约200亿日元，作为对水产品企业的追加援助。另外日本政府曾向中国政府建议加入国际原子能机构的国际机制，但中国拒绝。
9月5日，日本首相岸田文雄抵达印度尼西亚，参加东盟相关首脑会议。他之前在日本政府官邸向媒体表示，正积极透明地与国际原子能机构合作，并采取措施，尽力清楚地解释福岛第一核电站污染水的情况，希望获得理解。9月6日，在雅加达出席东亚合作领导人系列会议期间，岸田文雄与中华人民共和国国务院总理李强进行了短暂交谈。在媒体采访中，岸田文雄没有明确回答是否向李强提出撤销全面暂停进口日本水产品的要求，只是强调了日本的立场。后来，日本外务省透露，岸田文雄在交谈中提出了撤销暂停进口措施的要求。日本政府相关人士表示，中日双方商定只公布部分交流内容。

### 東京電力
2023年8月27日，東京電力公司向来自日本内外的多家媒体开放参观福岛第一核电站的排海设施。但有俄羅斯、韓國、中華人民共和國方面的消息稱自己受到日本政府的限制，無法獨立自由進行採樣分析和新聞報道。
根据TBS电视台8月26日的报道，東京電力表示储水箱中尚余66%的水未有去除氚以外的放射性物质。中國中央電視台的记者向东京电力一名工作人员提问“如果核污染水排放系统出现问题”，有无排海以外的处置方法，该名工作人员予以否认。
東京電力自10月開始向受到風評被害的商戶和個體開放索賠申請，不限地區與行業，並對陷入經營困難的商戶先行支付賠償金。據東電估計，相關賠償總額可能超過1000億日元。

### 日本政治團體
日本共产党等左翼团体对排放计划表示强烈反对。2023年8月22日，全學聯組織約230人在首相官邸門前舉行集會，要求彈劾首相岸田文雄並阻止排放核污水。8月24日，中核派等組織在福島縣浪江町舉行聲討岸田文雄和東京電力公司的集會。
公明黨領導人山口那津男表示，希望避免即將到來的游泳季節，要求政府仔細決定時間，希望政府首先向日本公眾和國際社會詳細解釋（經處理的水）之安全性，以確保廣泛理解，並徹底解釋計劃，不要著急。2023年8月26日，山口那津男宣布决定推迟原定于8月28日至30日的访华行程。
綠黨Greens Japan反對排放計劃。8月24日，在日本政府傾倒核污水後，綠黨Greens Japan發表抗議聲明。
自由民主黨外交小組在8月30日召開有關福島第一核電站处理水排海的會議。會議認爲，日本政府應當强烈要求中華人民共和國確保在華日本人安全萬無一失，外務省信息發佈應當提高一兩個等級，建立專家相互檢驗福島第一核電站处理水與中國大陸核電站排水的機制等。

### 日本民間團體
國際地球之友的日本分部日本地球之友對排放計劃表示強烈反對。
日本環保組織蒲公英舍反對排放計劃，該組織代表山崎久隆在接受中國中央電視台採訪時表示，核污水排海必將給全球海洋環境和全人類健康帶來不可估量的影響，希望日本政府和東京電力立即停止這一極端自私自利和不負責任的行為。
2021年2月9日，日本天主教主教團和韓國天主教主教團公开反对排放计划，得到渔民、当地县理事会及济州道知事元喜龍的支持。
2021年4月11日，日本非政府組織原子力市民委員會發佈緊急聲明，批評日本政府一直忽視他們在陸上建立設施處理核廢水的建議，排海方案沒有舉行公聽會，也沒有回應公眾疑慮。政府和東電無視利益相關方的眾多反對意見，以「復興」為由使用排海方案，是對當地重建福島的企業和漁業的暴行。
2022年2月，日本律师联合会向岸田文雄提交意见书，要求放弃核污染水排海。
2023年8月9日，部分日本、韓國和美國進步團體在日本駐洛杉磯總領事館門外舉行針對日本排放处理水的抗議活動。
福島縣當地漁民及其他居民對日本政府排放处理水的行為表示不滿，批评日本政府和东京电力違背不在居民同意前提下擅自處理处理水的承諾。2023年8月23日，包括漁業人員在內的福島縣、宮城縣、茨城縣居民召開記者會宣布，將向福島地方法院入稟，控告日本政府和東京電力公司，要求叫停核廢水排放入海。這將是日本首宗有關叫停核廢水排海的訴訟。8月27日下午，约500名来自日本各地的民众以及部分日本在野党议员在福岛县磐城市海边举行集会，要求日本政府及东京电力公司停止福岛第一核电站核污染水排海。
2023年8月31日，日本水俁病受害者團體發表聲明，呼籲即刻停止福島处理水排海，以免重蹈水俁病的歷史覆轍。當天，熊本縣和新潟縣的水俁病受害者團體舉行記者會，受害者結合自身經歷警告，日本社會不應忽視福島处理水排海可能帶來的健康風險。
2023年9月1日，日本民間組織「反對核電站污染水排放全國聯絡會」以水淹非在住建築等和業務過失致死為由，向東京地方檢察廳提交對日本首相岸田文雄和東京電力公司社長小早川智明等人的檢舉書。
2023年9月8日，福岛县、宫城县等地民众起诉日本政府和东京电力公司，要求停止核污染水排海。原告人数達150人，其中包括渔业相关人士和核电站事故受害者。另外，他们还准备在10月底之前提起第二轮诉讼。

### 日本民意調查
《朝日新聞》在2021年1月所進行的民調資料顯示，有55%的日本人反對排放核廢水，86%的日本人對於國際接受程度感到擔憂，而在2018年8月分別在福島與東京所舉辦的聽證會中，亦受到大部分的民眾反對。在反對聲浪中，日本漁會、漁民反應尤其強烈。
日本广播协会在2022年8月9日进行一项对排放核廢水的民意调查显示，27%的受访者认为「適合」、22%受访者认为「不適合」，43%受访者「不置可否」。
共同社於2023年7月14日至16日進行全國輿論電話的調查結果顯示，對排水計劃的相關政府說明，認為「不充分」的回答佔80.3%。
日本新聞網與《讀賣新聞》在2023年8月25日至27日進行的民意调查显示，57%的受訪者認為“認可”、32%的受訪者認為“不認可”。
《日本經濟新聞》於2023年8月25日至27日進行全國輿論電話的隨機抽樣显示，至少有67%的受訪者對福島第一核電站污染水排入海洋表示理解，有25%的受訪者表示不明白日本政府採用污水排海這一舉措的原因。

### 個人
2023年8月22日，日本前首相鳩山由紀夫在社交平台X發文批評日本政府「違背了向漁民做出的承諾」，表示「即使我們將受污染水的名稱改為經過處理的水，（性質）也是一樣的」。
2023年8月27日，前任立憲民主黨代表、內閣官房長官枝野幸男在埼玉縣埼玉市演講時批評日本政府應對不足、對处理水的處理方法存在不當之處而引發民怨。
茨城大學理學部部長、放射線生物學教授田內廣表示，人體本身就能產生比氚更強的放射性物質，導致經常性的細胞損傷，但是人體能夠自動修復、複製基因，因此無需擔心处理水排放危害人體健康。
2023年8月27日，前任大阪府知事橋下徹與前任宮崎縣知事東國原英夫在網絡節目《NewsBAR橋下》中談及中華人民共和國針對日本排放处理水的反制措施時，發出“中國人入境日本時需要吃10個扇貝，拍下說‘扇貝很好吃！’的視頻並在網路上傳播”及“讓中國人在福島海域游泳”等言辭。
2023年8月31日，日本農林水產大臣野村哲郎与福岛渔业代表会面后，回答記者提問時不以日本官方统一使用的“核处理水”来形容福岛核电站排放入海的水，而使用“污染水”的説法，遭到多個在野黨與日本輿論的聲討，并被首相岸田文雄要求撤回發言，野村哲郎於當日作出回應并謝罪，但拒绝辞职。
2023年9月3日，日本前任環境大臣小泉進次郎在福島縣南相馬市坂下海岸衝浪，並將當日活動發至社交平台X，以展示福島地區海水的安全性。

## 國際反應
世界各国政府对排海行动的表态各异，中华人民共和国、朝鲜表示强烈反对。美国、欧盟、法国、新西兰、澳大利亚、阿根廷、英国、沙特阿拉伯等国则表示支持。太平洋岛国也对此反应不一，斐济、巴布亚新几内亚、帕劳、库克群岛表示支持，所罗门群岛、瓦努阿图则表示反对。
虽然排海计划已通过IAEA检测和审查，部分民众仍未能信服于官方数据，日本及韩国均有政党、团体与民众表达抗议与担忧；中国大陆和港澳地区则广泛出现了盲目抢盐的风潮。东亚各地的民间舆论反应不一，排海事件被认为转趋政治化。

## 环境影响
截至2021年4月，福岛第一核电站储存的氚总量约为780太贝克（TBq），将以每年22 TBq的速度释放到海洋中。运行中的核电站通常会将氚释放到海洋中，有时释放量要大得多。相比之下，法国拉阿格核燃料后处理场在2018年释放了11,400 TBq的氚（见下表），是福岛第一核电站储存氚总量的14倍多。2010年至2020年，韩国核电站累计排放氚量4,362 TBq，是福岛第一核电站储存氚总量的5倍多。此外，宇宙射线在大气中，每年自然产生约60,000 TBq的氚。
核废水中存在的其他放射性核素，如銫-137，通常不会由正常操作的核电站释放。截至2013年，福岛沿海水域中的銫-137浓度已经恢复到事故发生前的水平。然而，沿海沉积物的核素浓度一般比沿海水域的核素浓度下降得慢。至2020 年，沿海沉积物中的铯-137储量可能超过上层水柱中的储量。长期而言，这些沉积物可能会成为海水中铯-137的来源。
根据数据，海洋食品的放射性浓度正在下降到初始的水平。 2011年福岛海岸捕获的样品中，41%的铯-137浓度超过法定限值（每公斤100贝克），而2015年这一数字已降至0.05%。美国食品药品监督管理局（FDA）在2021年表示，“FDA没有证据显示，福岛事件中的放射性核素在美国的食品供应中有不安全的水平”。然而，只说明科学并不能让顾客对食用福岛水产品恢复信任。
日本核专家甲斐倫明在法新社的採訪中表示“科學家普遍有共識，（核廢水排放）對健康的影響很微小，但排放核廢水不能說風險為零，這就是爭議所在”。物理学家大卫·贝利的实验室是测量放射性的，他表示氚浓度经过稀释后，“对海洋生物不会有影响，除非我们发现鱼的数量显著减少。”
明德大学蒙特雷国际研究学院的驻地科学家达尔诺基-韦瑞斯表示，因为稀释后的废水排放涉及生物，所以会使问题变得更加复杂。夏威夷大学的生物学家罗伯特·里奇蒙德在BBC的采访中表示，放射和生态的评估不足，会令人担心日本可能无法检测到流入环境的放射物质，而“没有办法再将精灵装回瓶子里”。替太平洋岛国论坛提供咨询的达尔诺基-韦瑞斯等专家写道，只是通过稀释来处理氚，可能会忽略生物体内氚的积累，以及氚与有机物结合而形成的化合物。
但科学事实难以为实际情况辩护，具体还有待赢得公众信任和经历时间检验，因为东京电力公司曾在对泄漏问题的处理上饱受诟病，而政府的态度也不被公众买单。
自2023年7月起，香港天文台宣布将海水辐射检测密度提高到每月一次。截止2024年5月13日，氚和人工伽玛放射性元素均显示“未检出”。
| 地点     | 核设施                 | 最近的水域 | 液体排放量 (TBq) | 蒸汽排放量 (TBq) | 总和 (TBq) | 年   |
| -------- | ---------------------- | ---------- | ---------------- | ---------------- | ---------- | ---- |
| 英国     | 希舍姆核电站B          | 爱尔兰海   | 396              | 2.1              | 398        | 2019 |
| 英国     | 塞拉菲尔德后处理设施   | 爱尔兰海   | 423              | 56               | 479        | 2019 |
| 羅馬尼亞 | 切尔纳沃德核电站一号机 | 黑海       | 140              | 152              | 292        | 2018 |
| 法國     | 拉阿格处理场           | 英吉利海峡 | 11,400           | 60               | 11,460     | 2018 |
|          | 月城核电站和其它       | 日本海     | 211              | 154              | 365        | 2020 |
| 臺灣     | 第三核能發電廠         | 吕宋海峡   | 35               | 9.4              | 44         | 2015 |
| 中国大陆 | 福清核电站             | 台湾海峡   | 52               | 0.8              | 52         | 2020 |
| 中国大陆 | 三门核电站             | 东海       | 20               | 0.4              | 20         | 2020 |
| 加拿大   | 布鲁斯核电站A和B       | 五大湖     | 756              | 994              | 1,750      | 2018 |
| 加拿大   | 达灵顿核电站           | 五大湖     | 220              | 210              | 430        | 2018 |
| 加拿大   | 皮克灵核电站一到四号机 | 五大湖     | 140              | 300              | 440        | 2015 |
| 美国     | 魔鬼谷核电站一和二号机 | 太平洋     | 82               | 2.7              | 84         | 2019 |